# Rubens och Isabella Brant i kaprifolbersån
Rubens och Isabella Brant i kaprifolbersån är en oljemålning av den flamländske barockkonstnären Peter Paul Rubens från 1518. Den ingår sedan 1806 i Alte Pinakotheks samlingar i München.
Efter en åttaårig vistelse i Italien återvände Rubens till Antwerpen 1608. Hans framgång bekräftades genom giftermålet 1609 med Isabella Brant som var dotter till en ansedd patricier och stadssekreterare. Detta såväl representativa som intima dubbelporträtt anses vara en bröllopsbild. Det äkta paret utstrålar tillgivenhet och kaprifolblommorna symboliserar kärlekens beständighet (de kallas i tysk folkmun "Jelängerjelieber", ju-längre-desto-kärare). Stolthet och ståndsmedvetenhet kommer till uttryck i de utsökta kläderna och Rubens värja, aristokratins signum, som han håller i vänster hand. 
Nationalencyklopedin beskriver bilden som "ett kompositionellt och koloristiskt mästerstycke, där ett intrikat system av diagonaler bildar strukturen och brutna röda och gröna toner spelar mot rent vitt och guld."